# Cilowce
Cilowce (biał. Цілеўцы; ros. Тилевцы) – wieś na Białorusi, w obwodzie witebskim, w rejonie miorski, w sielsowiecie Miory.
Dawniej używane nazwy – Cielewce.

## Historia
W czasach zaborów w gminie Czeress, w powiecie dzisieńskim, w guberni wileńskiej Imperium Rosyjskiego.
W latach 1921–1945 wieś leżała w Polsce, w województwie wileńskim, w powiecie dziśnieńskim, od 1926 w powiecie brasławskim, w gminie Czeress, a od 1927 w gminie Nowy Pohost.
Według Powszechnego Spisu Ludności z 1921 roku zamieszkiwało tu 178 osób, 12 były wyznania rzymskokatolickiego, 162 prawosławnego, a 4 mahometańskiego. Jednocześnie 1 mieszkaniec zadeklarował polską przynależność narodową, 173 białoruską a 4 tatarską. Były tu 33 budynki mieszkalne. W 1931 w 33 domach zamieszkiwały 183 osoby.
Wierni należeli do parafii rzymskokatolickiej w Nowym Pohoście i prawosławnej w m. Czeress. Miejscowość podlegała pod Sąd Grodzki w Druji i Okręgowy w Wilnie; właściwy urząd pocztowy mieścił się w Nowym Pohoście.
W wyniku napaści ZSRR na Polskę we wrześniu 1939 miejscowość znalazła się pod okupacją sowiecką. 2 listopada została włączona do Białoruskiej SRR. Od czerwca 1941 roku pod okupacją niemiecką. W 1944 miejscowość została ponownie zajęta przez wojska sowieckie i włączona do obwodu mińskiego Białoruskiej SRR.
Od 1991 w składzie niepodległej Białorusi. Do 2004 miejscowość w składzie sielsowietu Dworne Sioło.